# Toekans
Toekans (Ramphastidae) zijn een familie van vogels uit de orde spechtvogels die voorkomt in Midden- en Zuid-Amerika. De familie telt 43 soorten. Hoewel de snavel van de toekan doet denken aan die van neushoornvogels, zijn deze dieren toch niet nauw aan elkaar verwant.

## Uiterlijk
De toekan wordt tussen de 35 en 60 centimeter hoog. De vleugels zijn relatief kort en de staart is tamelijk lang. Zijn rugveren zijn glanzend zwart en vaak heeft hij op zijn borst een bontgekleurd verenpak. De poten zijn gebouwd zoals die van de specht, met twee tenen naar voren en twee tenen naar achteren gericht (zygodactyl). Mannetjes en vrouwtjes zien er hetzelfde uit.
Het opvallendste kenmerk van de toekan is de grote maar toch vederlichte veelkleurige snavel, die soms half zo lang is als het dier zelf, maar meestal ongeveer een derde van zijn lichaamslengte bedraagt. Deze snavel bestaat uit hoorn, dat wordt gestut door een netwerk van bot. Volgens wetenschappers in Science fungeert de enorme snavel als een koelsysteem, net als de oren van een olifant. Ze ontdekten dat de temperatuur van de snavel snel verandert als de omgeving warmer of koeler wordt. Zo kan de toekan snel overtollige lichaamswarmte kwijtraken. Bovendien kan de toekan met zijn snavel een lelijke houw toebrengen, maar ook vogels met veel kleinere snavels zijn daartoe in staat. Vaak hebben vogels een snavel die is toegesneden op het voedsel dat het dier eet. De snavel van de toekan, die zich voornamelijk voedt met kleine vruchten, heeft inderdaad de juiste lengte, maar is veel te groot om bij het eten veel voordeel te bieden.

## Habitat
De toekan komt voor in de tropische gebieden van Midden-Amerika en van Zuid-Amerika. Hun meest noordelijke habitat is het zuiden van Mexico, en hun meest zuidelijke vindplaats is het noorden van Argentinië. Op de Caraïbische eilanden komen ze niet voor, behalve op Trinidad. Toekans wonen uitsluitend in bomen, en dat doen ze in verschillende soorten tropisch en subtropisch bos. Ze zijn daar ondanks hun opvallende kleuren nauwelijks te herkennen, totdat ze gaan vliegen of hun kenmerkende monotone roep laten horen. De vogels leven in groepen van ongeveer twaalf dieren. Elke groep heeft verschillende slaapplaatsen, en ze verhuizen als ze gestoord worden.

## Voedsel
Toekans voeden zich voornamelijk met vruchten, en soms ook met insecten en spinnen. Ze roven ook weleens vogelnesten leeg.

## Voortplanting
Toekans zijn monogaam, en nestelen in holtes in bomen. Ze zijn niet in staat om zelf een holte te maken, maar gebruiken bestaande holtes die ze verder vergroten door rot hout weg te werken. Het nest wordt met verse bladeren bekleed, die worden vervangen als ze verwelkt zijn. Het vrouwtje legt twee tot vier witte eieren, die gedurende twee tot drie weken bebroed worden. Na 6 tot 9 weken vliegen de jongen uit. Beide ouders bekommeren zich om het grootbrengen van het nageslacht.

## Commerciële toepassingen van de toekan
Afbeeldingen van toekans worden gebruikt voor commerciële doeleinden. Het biermerk Guinness kent een toekan als mascotte die op velerlei reclame-uitingen figureert. Sommige daarvan zijn verzamelobjecten geworden. In de gedaante van 'Toucan Sam' trad de vogel op als beeldmerk ter promotie van Froot Loops, een graanproduct van Kellogg's. Het Nederlandse concern Van der Valk gebruikt een toekan als beeldmerk. Het is oorspronkelijk afkomstig van het vogelpark Avifauna, dat het bij de opening in 1948 in gebruik nam.

## Geslachten
Er zijn 5 geslachten met in totaal 42 soorten:
- Geslacht Andigena (4 soorten toekans)
- Geslacht Aulacorhynchus (11 soorten arassari's)
- Geslacht Pteroglossus (13 soorten arassari's)
- Geslacht Ramphastos (8 soorten toekans)
- Geslacht Selenidera (6 soorten pepervreters)

Glansvogels · Baardkoekoeken · Capitonidae · Lybiidae · Megalaimidae · Honingspeurders · Semnornithidae · Toekans · Spechten